# Косяков, Павел Николаевич
Павел Николаевич Косяков (1905 — 1993) — советский учёный — вирусолог и иммунолог, академик АМН СССР.

## Биография
Родился 17 октября[по какому календарю?] или 28 октября[по какому календарю?] 1905 года в крестьянской семье в селе Новослободка или Новая Слобода Курской губернии русский.
В 1926 году поступил на медицинский факультет 2-го Московского государственного университета, который за время его учёбы был выделен в самостоятельный 2-й Московский медицинский институт.  Окончил его в 1931 году, до 1934 года аспирант на кафедре микробиологии под руководством Ильи Львовича Кричевского. С 1934 по 1943 год ассистент кафедры микробиологии. Член КПСС с 1940 года.
В 1940 году участвовал в Советско-финской войне в качестве начальника лаборатории. Участник Великой Отечественной войны: с июля по октябрь 1943 года эпидемиолог 21-й армии, затем до мая 1945 года — эпидемиолог 69-й армии. После окончания войны служил начальником противоэпидемического отдела Санитарного управления Бакинского военного округа.
С 1946 или 1947 года по 1966 год доцент, с 1966 года профессор, с 1968 по 1976 год — заведующий кафедрой микробиологии в 1-м МОЛМИ им. И. М. Сеченова.
Одновременно с преподавательской деятельностью:
- С 1934 по 1941 год — заведующий лаборатории сывороток в ЦНИИ судебной медицины Минздрава СССР
- С 1947 по 1952 год — заместитель начальника Главного управления учебными заведениями Минздрава СССР[3].
- С 1949[2] или 1950 года по 1953 год — заместитель директора и заведующий лабораторией иммунологии Института экспериментальной биологии АМН СССР[3].
- В 1953 году — старший научный сотрудник лаборатории пересадки органов и тканей Института хирургии имени А. В. Вишневского АМН СССР[2].
- С января 1954 года по июнь 1961 года — директор Института вирусологии имени Д. И. Ивановского АМН СССР. До апреля 1988 года — заведующий лабораторией иммунологии и отделом общей вирусологии, затем до декабря 1989 года — советник дирекции этого института[2][3].
- С 1957 по 1959 год — руководитель серологической лаборатории в Центральном институте гематологии и переливания крови Минздрава СССР[3].

Умер в Москве 23 января 1993 года. Похоронен на Даниловском кладбище.

## Научная и педагогическая деятельность
Кандидат медицинских наук с 1937 года, тема диссертации: «Групповая дифференцировка опухолей человека». Доктор медицинских наук с 1951 года, тема диссертации: «Иммунологический анализ клеток и тканей человека». Член-корреспондент АМН СССР (1963), действительный член АМН СССР (1974). Был членом бюро, заместителем академика-секретаря Отделения гигиены, микробиологии и эпидемиологии АМН СССР.
Основные научные труды в области инфекционной и неинфекционной иммунологии, иммуногематологии, иммунологии злокачественных новообразований человека. Занимался исследованием факторов и механизмов противовирусного иммунитета, вирусных антигенных детерминант, вирусоспецифичных антигенов поражённых клеток, клеточных антигенов в составе вирусов, взаимодействия вирусов с антителами и ингибиторами. Также проводил исследования в области групповой специфичности и тонкой структуры антигенов органов и тканей человека. Обнаружил, что злокачественные и доброкачественные опухоли обладают той же антигенной группировкой, что и нормальные ткани. Доказал отсутствие единого для всех новообразований человека антигенного фактора. Разработал иммунологическую методику обнаружения антигенов М и N в пятнах крови и тканях человека для судебно-медицинской экспертизы. Участвовал в обнаружении трёх различных антигенных детерминант гемагглютинина вируса гриппа.
Автор 5 монографий и более чем 300 научных статей. Член редколлегии 3-го издания «Большой медицинской энциклопедии»: заместитель ответственного редактора отдела «Микробиология и иммунология», ответственный редактор отдела «Иммунология»; автор нескольких статей энциклопедии. Член редколлегии научных журналов «Вопросы вирусологии» и «Иммунология».
Подготовил около 50 кандидатов и докторов наук.

## Награды
- Орден Красной Звезды (16 сентября 1944 года) за успешную противоэпидемическую работу в войсках 69-й армии.
- Три ордена Отечественной войны II степени:
  - 23 марта 1945 года — «за образцовое выполнение заданий по борьбе с эпидемическими заболеваниями» в войсках и лечебных учреждениях 69-й армии;
  - 27 июня 1945 года — за успешную противоэпидемическую работу в войсках и лагерях репатриированных граждан СССР;
  - 6 апреля 1985 года[7].
- Два ордена «Знак почёта»[3].
- Орден Дружбы народов (1 ноября 1985 года)[8].
- 10 медалей[2].
- Заслуженный деятель науки РСФСР (1966)[4].
- Премия имени Н. Ф. Гамалеи (1969) за книгу «Иммунология изоантигенов и изоантител»[6].

### Комментарии
1. ↑  Ряд источников указывает руководство кафедрой до 1977 года, но предпочтение отдано источнику, аффилированному с институтом.

### Отсылки к источникам
1. 1 2 3 4  Скоркин, 2012.
2. 1 2 3 4 5 6 7 8 9 10  Некролог, 1993.
3. 1 2 3 4 5 6 7 8 9 10  Косякова, 2006.
4. 1 2 3 4  Сотрудники и питомцы ММА им. Сеченова, 2008.
5. ↑  Косяков Павел Николаевич (1905 – 1993). Moscow-Tombs. Дата обращения: 12 мая 2023. Архивировано 12 мая 2023 года.
6. 1 2  К 75-летию, 1980.
7. ↑  Косяков Павел Николаевич. Память народа. Минобороны РФ. Дата обращения: 12 мая 2023.
8. ↑  4-33980 ч/б. Российский государственный архив кинофотодокументов. — Фото заместителя председателя Президиума ВС СССР А. Ф. Рюйтеля с группой награждённых орденами 1 ноября 1985 года. Дата обращения: 12 мая 2023. Архивировано 12 мая 2023 года.

### Дополнительные
- Ровнова 3. И. Косяков Павел Николаевич // Большая медицинская энциклопедия : в 30 т. / гл. ред. Б. В. Петровский. — 3-е изд. — М. : Советская энциклопедия, 1979. — Т. 11 : Коамид — Криотерапия. — С. 466—467. — 544 с. : ил.